# Eugène Jordan de Puyfol
Eugene Jordan de Puyfol est un botaniste et juge de paix né le 29 octobre 1827 à Dole (Jura) et mort le 18 mai 1891 à Mur-de-Barrez,.

## Biographie
Né à Dole dans le Jura et passionné de botanique depuis son enfance, c'est à partir de 1838 qu'il se lance dans des recherches botaniques précises.
Il se fixe en Auvergne, à la suite de son mariage avec Isménie de Greils de Messilhac, dame de Courbelimagne, et habite au château de Courbelimagne, sur la commune de Raulhac. Il remanie le château pour venir s'y installer avec son épouse. Ils ont trois enfants: Hélène, Camille et Henri.
Il est maire de Raulhac de 1827 à sa mort et juge de paix à Mur-de-Barrez dans l'Aveyron, dont il est aussi un membre de la Société des lettres, sciences et arts.
Il est soutenu et conseillé dans ses recherches botaniques, par un membre de sa famille, M. Alexis Jordan, qui le met en relation avec de nombreux botanistes et collecteurs tandis qu'il crée une riche collection de plantes. Il herborise plutôt dans le sud de la France, et notamment en Auvergne, dans le Cantal mais aussi dans le Jura et le Lyonnais. Puis s'ajoutent des plantes d'Algérie, d'Espagne, d'Italie, d'Allemagne et d'une partie de l'Europe centrale.

## Reconnaissance scientifique
Il distingue un grand nombre de plantes rares pour des monographies des genres Erophila, Polygala, Hieracium, Euphrasia, Mentha,Thymus, etc.
Les abbés Soulié et Coste célèbres botanistes, se rendent à plusieurs reprises chez lui pour corriger l'herbier de son cousin, Alexis Jordan.
Il a été collecteur dans de nombreux herbiers dont l'herbier de champignons de R. Maire, l'herbier J. Carbonel, l'herbier Coste, l'herbier général de Biche,  l’herbier P. Litzler .

### Herbier
Son herbier renferme plus de 20 000 espèces de plantes, parmi lesquelles une centaine lui paraissent nouvelles ou inédites. Cet herbier se compose de quatre cents fascicules renfermés dans des cartons soigneusement étiquetés; chacun de ces fascicules contient de cinquante à cinquante-cinq espèces, avec leurs diverses formes ou variétés .
Son herbier personnel, qualifié de remarquable, est conservé au Muséum des Volcans à Aurillac, tandis qu'un herbier de « doubles », appelés des centuries(187 liasses) a rejoint le musée Lecoq .